# Wojkowice (województwo dolnośląskie)
Wojkowice – wieś w Polsce położona w województwie dolnośląskim, w powiecie wrocławskim, w gminie Żórawina.
W latach 1975–1998 miejscowość należała administracyjnie do województwa wrocławskiego.

## Historia
Wieś wzmiankowana w roku 1309 jako  Wetcowicz, a w roku 1331 Wethcowicz, dwa lata później, w roku 1333 pojawia się nazwa Weckowicz. Od końca XIII wieku do roku 1331 właścicielem wsi był ród Kolner. Później we władaniu księcia wrocławskiego Henryka VI, a po roku 1333
wieś była własnością wrocławskiego mieszczanina Alberta z Kątów.